# With You (песня The Subways)
«With You» (с англ. — «C тобой») — песня, исполненная британской рок-группой The Subways и выпущенная в качестве ведущего сингла из их дебютного студийного альбома Young for Eternity (2006). Клип на композицию был снят 7 июля 2005 года при помощи фанатов и выложен в сеть 24 апреля 2007 года на официальном канале The Subways. Издание сингла на грампастинках состоялось 12 сентября 2005 года. 
Музыкальные критики приняли сингл преимущественно положительно. Журналист Ноэль Мюррей отмечает влияние Pixies и  Nirvana на композицию и запоминающуюся мелодию, которая удерживает к прослушиванию. Работу подростковых британских рокеров Леони Купер сопоставляет по эмоциональности с «Plug In Baby» Muse. 

## Список композиций
| №  | Название             | Длительность |
| -- | -------------------- | ------------ |
| 1. | «With You»           | 3:02         |
| 2. | «Staring At The Sun» | 3:06         |

| №  | Название        | Длительность |
| -- | --------------- | ------------ |
| 1. | «With You»      | 3:02         |
| 2. | «A Plain Above» | 3:30         |

| №  | Название                               | Длительность |
| -- | -------------------------------------- | ------------ |
| 1. | «With You»                             | 3:02         |
| 2. | «Lost You To The City»                 | 1:45         |
| 3. | «Rock & Roll Queen» (концертное видео) | 2:51         |
| 4. | «With You» (видеоклип)                 | 3:03         |
| 5. | «Making Of The Video» (видео)          |              |

## Чарт
| Страна         | Место |
| -------------- | ----- |
| Великобритания | 29    |